# S Camelopardalis
S Camelopardalis är en halvregelbunden variabel av SRA-typ i stjärnbilden Giraffen. 
Stjärnan varierar mellan magnitud +7,7 och 11,6 med en period på 327,26 dygn. 